# 比拉爾·艾簡拿斯
比拉爾·艾簡拿斯（阿拉伯语：بلال الخنوس；2004年5月10日—），是一名摩洛哥職業足球員，司職進攻中場，現效力英超球會李斯特城，並代表摩洛哥參與國際賽事。

## 球會生涯

### 早年生涯
艾簡拿斯在安德列治開始足球生涯，他在2019年轉投亨克的青訓學院。2020年7月24日，他與亨克簽下了首份職業合約，為期三年。
2022年5月21日，艾簡拿斯在對陣梅赫倫的聯賽收官戰中上演職業生涯地標戰，他於比賽第73分鐘後備上陣。同年6月27日，他與球會續約至2026年。
2023年4月16日，他在對陣前球會安德列治的5–2勝仗中射入職業生涯首個入球。

### 李斯特城
2024年8月29日，英超球會李斯特城宣布簽入艾簡拿斯，合約為期四年，轉會費據報2100萬英鎊。同月31日，他在對陣阿士東維拉的2–1敗仗中上演地標戰，於比賽下半場後備上陣。同年12月3日，他在對陣韋斯咸的英超賽事中射入加盟以來首個入球，協助球隊在主場以3–1擊敗對手。

## 國家隊生涯
出生於比利時的艾簡拿斯擁有摩洛哥血統。他曾代表比利時各級青年國家隊。他在2021年宣布希望轉為代表摩洛哥。同年6月，他首次獲摩洛哥U20徵召，參與2021年U20阿拉伯盃。
2022年11月10日，他入選摩洛哥的2022年國際足協世界盃決選名單。同年12月17日，艾簡拿斯在對陣克羅地亞的世界盃季軍戰中上演國家隊地標戰，他在比賽中正選上陣，摩洛哥最終以2–1落敗。
2023年6月，艾簡拿斯獲摩洛哥U23徵召主場出戰由摩洛哥舉辦的2023年非洲U-23國家盃。他協助球隊奪得賽事冠軍，同時獲得參與2024年奧運會的資格。同年12月，他入選2023年非洲國家盃決選名單。艾簡拿斯在對陣坦桑尼亞的小組賽賽事中首次在非洲國家盃上陣，他於比賽第72分鐘後備上陣，協助球隊以3–0勝出。

## 生涯統計
最後更新：2024年6月2日
| 效力球會 | 球季     | 聯賽     | 聯賽 | 聯賽 | 國家盃賽 | 國家盃賽 | 聯賽盃賽 | 聯賽盃賽 | 歐洲賽 | 歐洲賽 | 總計 | 總計 |
| 效力球會 | 球季     | 聯賽     | 上陣 | 入球 | 上陣     | 入球     | 上陣     | 入球     | 上陣   | 入球   | 上陣 | 入球 |
| -------- | -------- | -------- | ---- | ---- | -------- | -------- | -------- | -------- | ------ | ------ | ---- | ---- |
| 亨克     | 2021–22  | 比職     | 1    | 0    | —        | —        | —        | —        | —      | —      | 1    | 0    |
| 亨克     | 2022–23  | 比職     | 39   | 1    | 2        | 0        | —        | —        | —      | —      | 41   | 1    |
| 亨克     | 2023–24  | 比職     | 37   | 3    | 2        | 0        | —        | —        | 12     | 0      | 51   | 3    |
| 亨克     | 2024–25  | 比職     | 1    | 0    | 0        | 0        | —        | —        | 0      | 0      | 1    | 0    |
| 亨克     | 總計     | 總計     | 78   | 4    | 4        | 0        | 0        | 0        | 12     | 0      | 94   | 4    |
| 李斯特城 | 2024–25  | 英超     | 15   | 1    | 1        | 0        | 2        | 1        | —      | —      | 18   | 2    |
| 生涯總計 | 生涯總計 | 生涯總計 | 93   | 5    | 5        | 0        | 2        | 1        | 12     | 0      | 112  | 6    |

1. ↑  其中兩場歐冠、兩場歐霸盃、八場歐協聯。

### 國家隊
最後更新：2024年3月28日
| 代表國家隊 | 年份 | 上陣 | 入球 |
| ---------- | ---- | ---- | ---- |
| 摩洛哥     | 2022 | 1    | 0    |
| 摩洛哥     | 2023 | 6    | 0    |
| 摩洛哥     | 2024 | 6    | 0    |
| 總計       | 總計 | 13   | 0    |

## 榮譽

### 國家隊
摩洛哥U23
- 非洲U-23國家盃：2023[27]

### 個人
- 比利時金靴獎年度最佳青年球員（英语：Belgian Golden Shoe）：2022[28]
- 比利時獅子獎（英语：Belgian Lion Award）：2023[29]
- 亨克賽季最佳球員：2023–24[30]
- 比利時職業聯賽最佳青年球員：2023–24[31]

勳章
- 摩洛哥王位勳章（英语：Order of the Throne）2級：2022[32]

## 外部連結
- ACFF Profile （页面存档备份，存于）